# Lill-Auron
Lill-Auron är en sjö i Sorsele kommun i Lappland och ingår i Ranas huvudavrinningsområde. Sjön har en area på 0,535 kvadratkilometer och ligger 633,2 meter över havet. Lill-Auron ligger i Vindelfjällen Natura 2000-område. Sjön avvattnas av vattendraget Litle Umelva.

## Delavrinningsområde
Lill-Auron ingår i det delavrinningsområde (733547-146508) som SMHI kallar för Inloppet i Lill-Uman. Medelhöjden är 829 meter över havet och ytan är 19,68 kvadratkilometer. Räknas de 2 avrinningsområdena uppströms in blir den ackumulerade arean 36,76 kvadratkilometer. Avrinningsområdets utflöde Litle Umelva mynnar i havet. Avrinningsområdet består mestadels av kalfjäll (92 procent). Avrinningsområdet har 0,54 kvadratkilometer vattenytor vilket ger det en sjöprocent på 2,7 procent.